# Terry Dodson

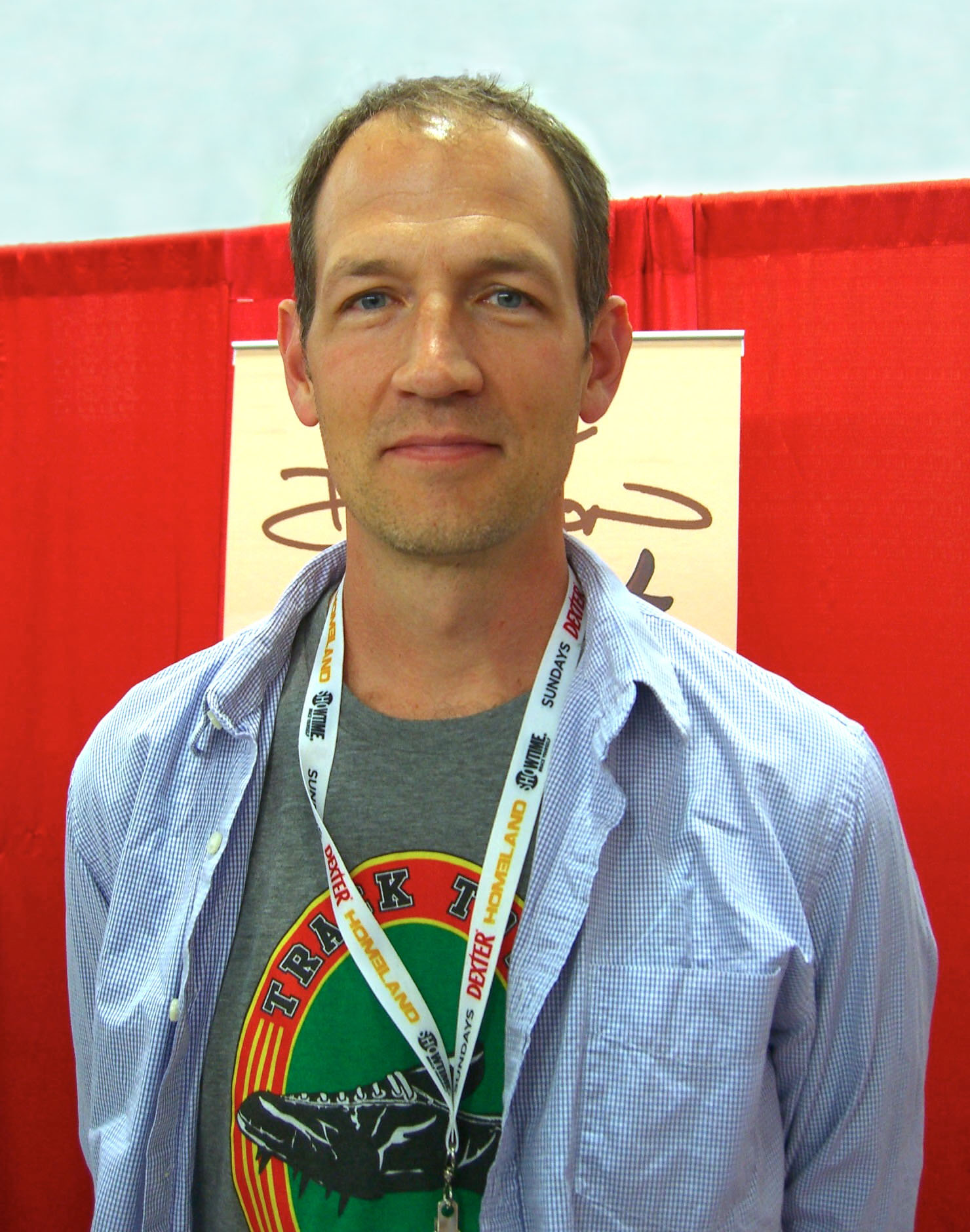
Terry Dodson (2012)

Terrence „Terry“ Dodson ist ein US-amerikanischer Comiczeichner.

## Leben und Arbeit
Dodson, der für seinen gradlinig-sauberen, weichen Zeichenstil bekannt wurde, der an Künstlern wie Adam Hughes und Stuart Immonen geschult ist, begann seine Karriere als professioneller Comiczeichner zu Beginn der 1990er Jahre als Zeichner bei dem Verlag Malibu Comics. Dort schuf er gemeinsam mit dem Autor Mike W. Barr die Serie Mantra, die er von 1993 an mehrere Jahre zeichnete. 1994 begann Dodson für DC-Comics an der Serie Team Titans zu arbeiten.
1996 zeichnete Dodson für Marvel Comics eine vierteilige von Warren Ellis verfasste Miniserie über die Superheldin Storm. Ebenfalls mit Ellis gestaltete er noch im selben Jahr die dreiteilige Miniserie Pryde and Wisdom. Der Erfolg dieser Projekte veranlasste die Macher der Marvel Comics dazu Dodson 1998 den Job des Zeichners der Serie Generation X zu übertragen, die er bis 2000 betreute (#38-60).
Von 2000 bis 2001 arbeitete Dodson gemeinsam mit Karl Kesel an der bei DC erscheinenden Serie Harley Quinn. Seit 2002 arbeitete Dodson gemeinsam mit dem Regisseur Kevin Smith an der Miniserie Spider-Man and the Black Cat: The Evil that Men Do die aufgrund von zahlreichen Verzögerungen erst 2006 erscheinen konnte. Gemeinsam mit dem Autor Mark Millar legte Dodson 2003 die umstrittene Serie Trouble vor.
2004 übernahm Dodson gemeinsam mit Millar die Serie Marvel Knights Spider Man. Von 2006 bis 2008 zeichnete Dodson die bei DC erscheinende neugestartete Serie Wonder Woman.
Dodson häufigster künstlerischer Partner ist neben Millar seine Ehefrau, Rachel Dodson (geborene Pinnock), die den Großteil seiner Arbeiten tuscht und koloriert.